# Paysage aux deux figures
Paysage aux deux figures est un tableau peint par Pablo Picasso à l'automne 1908. Cette huile sur toile est un paysage encadré par deux arbres contre les troncs desquels s'appuient deux femmes nues. Elle est aujourd'hui conservée au musée Picasso, à Paris.

## Expositions
- Le Cubisme, Centre national d'art et de culture Georges-Pompidou, Paris, 2018-2019.